# جاي أوين غروندي
جاي أوين غروندي (بالإنجليزية: J. Owen Grundy)‏ هو مؤرخ وصحفي أمريكي، ولد في 1912، وتوفي في 1985.